# لويز ريتر
لويز ريتر (بالإنجليزية: Louise Ritter) هي منافسة ألعاب القوى أمريكية، ولدت في 18 فبراير 1958 في دالاس في الولايات المتحدة.

## وصلات خارجية
- لويز ريتر على موقع الاتحاد الدولي لألعاب القوى (الإنجليزية)
- لويز ريتر على موقع الاتحاد الأمريكي لسباقات المضمار والميدان، قاعة المشاهير (الإنجليزية)
- لويز ريتر على موقع اللجنة الأولمبية الدولية (الإنجليزية)
- لويز ريتر على موقع أوليمبيديا (الإنجليزية)